# Verticale rivierwerking
Verticale rivierwerking is het dynamische proces waarin een rivier een evenwicht probeert te bereiken tussen de hoeveelheid en grofheid van een lading in het water (zoals zand) en het debiet en verval, door middel van erosie of sedimentatie.
Het resultaat van een verticale riviererosie kan de vorming zijn van een diep dal.